# Arctia campestris
Arctia campestris är en fjärilsart som beskrevs av Ludwig Carl Friedrich Graeser 1892. Arctia campestris ingår i släktet Arctia och familjen björnspinnare. Inga underarter finns listade i Catalogue of Life.